# Plougonven
 Plougonven  (también así en bretón) es una población y comuna francesa, situada en la región de Bretaña, departamento de Finisterre, en el distrito de Morlaix y cantón de Plouigneau.

## Demografía
| 2767 | 2703 | 2782 | 3288 | 3374 | 3051 |
| Para los censos de 1962 a 1999 la población legal corresponde a la población sin duplicidades (Fuente: INSEE [Consultar]) |      |      |      |      |      |